# Димка Гичева-Гочева
Димка Иванова Гичева-Гочева е българска философка и преводачка на съчинения на Аристотел.

## Биография
Димка Гичева-Гочева е родена в Стара Загора през 1964 г. Завършва философия в Софийския университет „Климент Охридски“ през 1987 г. От 1988 г. е хоноруван, а от 1990 до 1993 г. – редовен асистент по история на античната и средновековна философия. Доктор по история на философията с дисертация на тема „Телеологизмът във философията на Аристотел“ (1998), ръководена от проф. дфн Ради Радев. Втората ѝ дисертация е за понятията справедливо и справедливост преди и при Аристотел (2019).
Доцентка в Софийския университет (2014).
Редакторка и коментаторка е на няколко от книгите на Метафизика на Аристотел, преведена за първи път на български език от Николай Гочев. Преводач е на „За небето“ на Аристотел и на книга „Епсилон“ на Никомахова етика от Аристотел.